# Yusuf IV av Granada
Yusuf IV av Granada, död 1432, var sultan av Granada 1432.